# Niesten
Niesten ist ein Dorf mit 32 Einwohnern und Stadtteil von Weismain im oberfränkischen Landkreis Lichtenfels im Norden des Freistaates Bayern.

## Geografische Lage

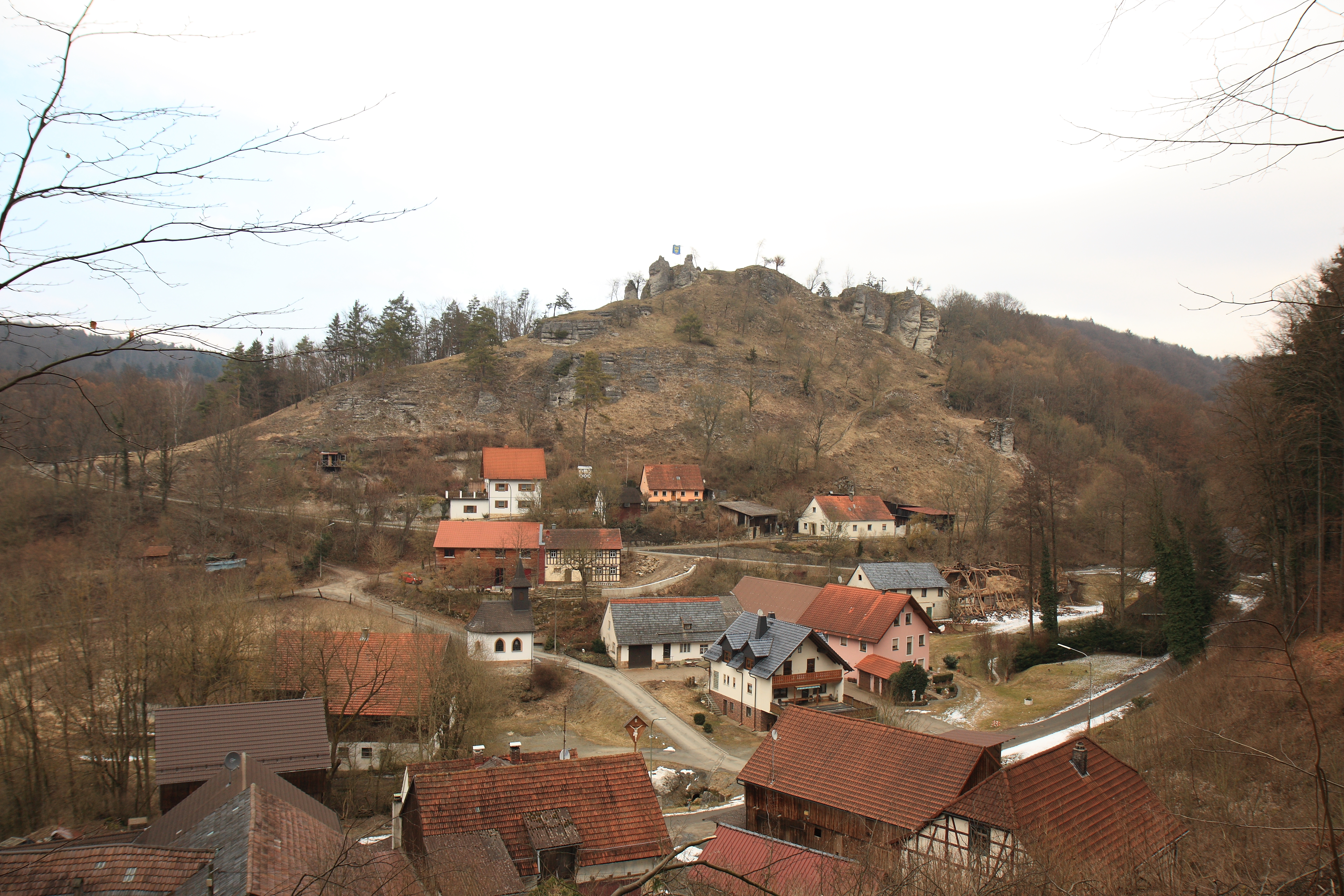
Blick über Niesten aus südwestlicher Richtung, dahinter der Burgberg der Burgruine Niesten

Niesten befindet sich auf ca. 347 m ü. NN bis ca. 390 m ü. NN am offenen Ende des Zillertals, eines kleinen, rechten Nebentals des Weismain-Taltrichters. Das Tal und die das Dorf umgebenden Hänge gehören zu den nördlichen Ausläufern des Frankenjuras im Naturpark Fränkische Schweiz-Veldensteiner Forst. Die nächsten Ortschaften sind Görau, Neudorf und Krassach. Der Stadtkern von Weismain befindet sich rund 2,2 Kilometer nordwestlich.

## Geschichte
Wann der Ort gegründet wurde, ist unklar. Die Ansiedlung der Bewohner dürfte jedoch in Zusammenhang mit der Errichtung der Burg Niesten um 1100 stehen. Die Niestener Mühle wurde im 16. Jahrhundert errichtet. Die Burg Niesten verlor ihre Bedeutung mit dem Umzug des letzten Vogts nach Weismain im Jahr 1710, woraufhin die Burg leer stand und verfiel. Die katholische Kapelle St. Josef wurde als neugotischer, eingeschossiger Bau mit Satteldach und Dachreiter im frühen 20. Jahrhundert errichtet.
Niesten wurde am 1. Januar 1978 als Ortsteil der Gemeinde Neudorf zusammen mit Görau, Herbstmühle, Krassach und Seubersdorf nach Weismain eingemeindet.

### Etymologie
Erstmals wurde der Ort 1142 als „Niste“ urkundlich erwähnt. Für 1151 ist die Schreibweise „Niston“ und für 1152 erstmals die heutige Schreibweise „Niesten“ überliefert. Weiterhin gab es 1157 die Schreibweise „Nieste“, 1180 „Nisten“, 1248 „Niesthen“ und 1249 erneut „Niesten“. In der örtlichen Varietät des oberfränkischen Dialekts wird der Ortsname als [nįsn] (sprich: niisn) ausgesprochen. In der Mundart zeigt sich ein Ausfall des -t zwischen -s und -n nach Synkope des -e.
Nach dem Germanisten Ernst Schwarz könnte der Name vom alttschechischen niestěgě, später nístěj oder vom obersorbischen něsć herrühren, was jeweils offene Feuerstätte bedeutet. Gestützt wird diese Theorie durch den Linguisten Ernst Eichler, der den Ortsnamen mit großer Wahrscheinlichkeit als Entwicklung aus dem slawischen něstěja sieht, mit der gleichen Bedeutung wie bei Schwarz. Die Entwicklung aus dem Wort gnězdo (Nest, bzw. Ort in Nestlage) hält er für ausgeschlossen, da sonst der Ortsname als Gniest oder ähnlich aufgetreten wäre. Die Endung auf -n gibt den deutschen Lokalitätsdativ wieder.

### Einwohnerentwicklung
Die Tabelle gibt die Einwohnerentwicklung von Niesten wieder. 
| Jahr | Einwohner |
| ---- | --------- |
| 1833 | 98        |
| 1861 | 91        |
| 1987 | 52        |
| 2013 | 36        |
| 2015 | 32        |
| 2018 | 32        |

## Vereine
- Gartenbauverein „Burgfreunde Niesten“
- Kapellenbauverein Niesten